# Маккриш, Рэймонд
Рэймонд Питер «Рэй» Маккриш (англ. Raymond Peter "Ray" McCreesh; 25 февраля 1957 — 21 мая 1981) — повстанец Ирландской республиканской армии, военнослужащий Южно-Арманской бригады, умерший во время голодовки 1981 года в тюрьме Мэйз.

## Биография

### Молодость
Рэймонд Питер Маккриш родился в Сэнт-Малахис-Парк (местечко Камлох) 25 февраля 1957. Он был седьмым ребёнком из восьми детей в семье ярых республиканцев. Окончил местную школу в Камлохе, обучался в колледже Сент-Колман в Ньюри. С 16 лет состоял в молодёжном крыле ИРА, через год вступил в Южно-Арманскую бригаду ИРА. В Лисбёрне работал на сталелитейном заводе, однако после всплеска насилия перебрался в другой район Южного Арма и устроился работать молочником. Хорошо изучив местность, он стал помогать боевикам ИРА, подсказывая им движения патрулей британской армии. У него родилась дочь Шейн Маккриш, которая ныне проживает в США.
Команда исторических расследований при Полиции Северной Ирландии установила причастность Маккриша к ряду террористических атак:
- Убийство констебля Королевской полиции Ольстера Дэвида Макниса и стрелка британской армии Майкла Гибсона в Мейе (1974)[5];
- Покушение на убийство фермера-протестанта Сэмюэля Роджерса в Камлохе (1975)[5];
- Массовое убийство в Кингсмилле (1976);
- Нападение на военный вертолёт в Кэррикброде (1976);
- Нападение на воинскую часть в Маунтин-Хаусе, Беллик, Ньюри (1976)[5].

### Арест и смерть
25 июня 1976 Маккриш и его соратники Данни Макгиннесс и Падди Куинн были арестованы парашютистами 3-го батальона из Парашютного полка. Макгиннесс был захвачен позже других в рамках отдельной операции. Четвёртый член группы был трижды ранен в ногу, руку и грудь, но сбежал. Способствовали сдаче в плен и священники католической церкви.
2 марта 1977 Маккриш и Куинн были осуждены за убийства и владение огнестрельным оружием и боеприпасами на 14 лет тюрьмы, ещё 5 лет им добавили за сотрудничество с ИРА. Один из арестовавших их солдат, лэнс-капрал Дэвид Джонс, был убит другим повстанцем, Фрэнсисом Хьюзом. В 1981 году Маккриш устроил голодовку и спустя 61 день умер от истощения.

## Память
Усилиями Шинн Фейн, а также Социал-демократической и рабочей партии и при участии независимых депутатов совета в округе Ньюри и Моурн именем Маккриша был назван парк в Ньюри. Унионисты были возмущены этим и подали апелляцию, однако в 2008 году проиграли дело. Совет заявил, что название не противоречит законам, а только способствует прекращению конфликта в стране. Однако формально расследованием занялась и Комиссия по равенству в Северной Ирландии, которая собирается установить, действительно ли название парка пропагандирует равенство жителей Северной Ирландии вне зависимости от религиозных убеждений и политических предпочтений. В Сиднее имя Маккриша увековечено на мемориале Ирландских мучеников на кладбище Уэверли.